# Flygarens hustru
Flygarens hustru (franska: La femme de l'aviateur) är en fransk dramafilm från 1981 i regi av Éric Rohmer, med Phillippe Marlaud, Marie Rivière och Anne-Laure Meury i huvudrollerna. Den handlar om en man som spionerar på och spekulerar kring sin flickväns älskare, en gift flygare. Filmen var Rohmers återkomst till egna originalmanus efter att ha filmatiserat litteraturklassiker under det sena 1970-talet. Den inledde sviten "comédies et proverbes", "komedier och ordspråk", som består av sex stycken filmer från 1980-talet.
Filmen vann FIPRESCI-priset vid filmfestivalen i San Sebastián 1981. Den gick upp på fransk bio 4 mars 1981. Sverigepremiären ägde rum 2 april 1982.

## Medverkande
- Philippe Marlaud som François
- Marie Rivière som Anne
- Anne-Laure Meury som Lucie
- Mathieu Carrière som Christian
- Philippe Caroit som kamraten
- Coralie Clément som kollegan
- Lise Hérédia som väninnan
- Haydée Caillot som blondinen
- Mary Stephen som turist
- Neil Chan som turist
- Rosette som portvakten
- Fabrice Luchini som Mercillat